# Anthophora aflabellata
Anthophora aflabellata là một loài Hymenoptera trong họ Apidae. Loài này được Gribodo mô tả khoa học năm 1926.